# قائمة الجوائز والترشيحات التي تلقاها توم هانكس
تم تكريم الممثل، والمخرج، والمنتج، والسيناريست توم هانكس بالعديد من الجوائز والترشيحات، بما في ذلك جائزتي أوسكار متتاليتين علي فيلمي فيلادلفيا (1993) وفورست غامب (1994). حصل هانكس على إجمالي 50 جائزة في هذه القائمة.

## الجوائز الرئيسية

### جوائز الأوسكار
| العام | العمل المُرشح       | الفئة           | النتيجة | فاز بها                                   | مراجع |
| ----- | ------------------ | --------------- | ------- | ----------------------------------------- | ----- |
| 1989  | كبير               | أفضل ممثل       | رُشِّح     | داستين هوفمان (عن فيلم رجل المطر)         |       |
| 1994  | فيلادلفيا          | أفضل ممثل       | فوز     |                                           |       |
| 1995  | فورست غامب         | أفضل ممثل       | فوز     |                                           |       |
| 1999  | إنقاذ الجندي رايان | أفضل ممثل       | رُشِّح     | روبيرتو بينيني (عن فيلم الحياة جميلة)     |       |
| 2001  | منبوذ              | أفضل ممثل       | رُشِّح     | راسل كرو (عن فيلم غلاديايتر)              |       |
| 2020  | يوم جميل في الحي   | أفضل ممثل مساعد | رُشِّح     | براد بيت (عن فيلم حدث ذات مرة في هوليوود) |       |

### جوائز الأكاديمية البريطانية للأفلام
| العام | العمل المُرشح       | الفئة                  | النتيجة | فاز بها                                       | مراجع |
| ----- | ------------------ | ---------------------- | ------- | --------------------------------------------- | ----- |
| 1995  | فورست غامب         | أفضل ممثل في دور رئيسي | رُشِّح     | هيو غرانت (عن فيلم أربع زيجات وجنازة)         | [ 1 ] |
| 1999  | إنقاذ الجندي رايان | أفضل ممثل في دور رئيسي | رُشِّح     | روبيرتو بينيني (عن فيلم الحياة جميلة)         | [ 1 ] |
| 2001  | منبوذ              | أفضل ممثل في دور رئيسي | رُشِّح     | جيمي بيل (عن فيلم بيلي إليوت)                 | [ 1 ] |
| 2014  | القبطان فيليبس     | أفضل ممثل في دور رئيسي | رُشِّح     | شيواتال إيجيوفور (عن فيلم عبد لاثني عشر عاما) | [ 1 ] |
| 2020  | يوم جميل في الحي   | أفضل ممثل مساعد        | رُشِّح     | براد بيت (عن فيلم حدث ذات مرة في هوليوود)     | [ 2 ] |

### جوائز الإيمي (برايم تايم)
| العام | العمل المُرشح                                                        | الفئة                                               | النتيجة | فاز بها                                            | مراجع |
| ----- | ------------------------------------------------------------------- | --------------------------------------------------- | ------- | -------------------------------------------------- | ----- |
| 1998  | من الأرض إلي القمر                                                  | أفضل مخرج لمسلسل قصير أو فيلم تلفزيوني أو حلقة خاصة | رُشِّح     | جون فرانكنهايمر (عن فيلم جورج والاس)               | [ 3 ] |
| 1998  | من الأرض إلي القمر                                                  | أفضل مسلسل قصير                                     | فوز     |                                                    | [ 3 ] |
| 2002  | عصبة الإخوة                                                         | أفضل مخرج لمسلسل قصير أو فيلم تلفزيوني أو حلقة خاصة | فوز     |                                                    | [ 3 ] |
| 2002  | عصبة الإخوة                                                         | أفضل مسلسل قصير                                     | فوز     |                                                    | [ 3 ] |
| 2002  | عصبة الإخوة                                                         | أفضل كاتب لمسلسل قصير أو فيلم تلفزيوني أو حلقة خاصة | رُشِّح     | لاري رامين وهيو وايتمور (عن فيلم العاصفة المتجمعة) | [ 3 ] |
| 2008  | جون آدامز                                                           | أفضل مسلسل قصير                                     | فوز     |                                                    | [ 3 ] |
| 2009  | الحب الكبير                                                         | أفضل مسلسل درامي                                    | رُشِّح     | مسلسل رجال ماد                                     | [ 3 ] |
| 2010  | حفلة الذكرى الخامسة والعشرون للصالة الفخرية للروك آند رول الموسيقية | أفضل حلقة متنوعة أو موسيقية أو كوميدية خاصة         | رُشِّح     | مركز كينيدي الثقافي                                | [ 3 ] |
| 2010  | الهادئ                                                              | أفضل مسلسل قصير                                     | فوز     |                                                    | [ 3 ] |
| 2012  | تغيير اللعبة                                                        | أفضل فيلم تلفزيوني                                  | فوز     |                                                    | [ 3 ] |
| 2015  | أوليف كيتريدج                                                       | أفضل مسلسل قصير                                     | فوز     |                                                    | [ 3 ] |
| 2017  | ساترداي نايت لايف                                                   | أفضل ممثل ضيف شرف في مسلسل كوميدي                   | رُشِّح     |                                                    | [ 3 ] |

### جوائز الغولدن غلوب
| العام | العمل المُرشح       | الفئة                              | النتيجة | فاز بها                                                  | مراجع  |
| ----- | ------------------ | ---------------------------------- | ------- | -------------------------------------------------------- | ------ |
| 1989  | كبير               | أفضل ممثل في فيلم موسيقي أو كوميدي | فوز     |                                                          | [ 4 ]  |
| 1994  | الساهر في سياتل    | أفضل ممثل في فيلم موسيقي أو كوميدي | رُشِّح     | روبن ويليامز (عن فيلم السيدة داوتفاير)                   | [ 5 ]  |
| 1994  | فيلادلفيا          | أفضل ممثل في فيلم درامي            | فوز     |                                                          | [ 5 ]  |
| 1995  | فورست غامب         | أفضل ممثل في فيلم درامي            | فوز     |                                                          | [ 6 ]  |
| 1999  | إنقاذ الجندي رايان | أفضل ممثل في فيلم درامي            | رُشِّح     | جيم كاري (عن فيلم عرض ترومان)                            | [ 7 ]  |
| 2001  | منبوذ              | أفضل ممثل في فيلم درامي            | فوز     |                                                          | [ 8 ]  |
| 2008  | حرب تشارلي ويلسون  | أفضل ممثل في فيلم موسيقي أو كوميدي | رُشِّح     | جوني ديب (عن فيلم سويني تود: الحلاق الشيطاني لشارع فليت) | [ 9 ]  |
| 2014  | القبطان فيليبس     | أفضل ممثل في فيلم دراما            | رُشِّح     | ماثيو ماكونهي (عن فيلم نادي دالاس للمشترين)              | [ 10 ] |
| 2018  | ذا بوست            | أفضل ممثل في فيلم دراما            | رُشِّح     | غاري أولدمان (عن فيلم الساعة الأكثر ظلمة)                |        |
| 2020  | يوم جميل في الحي   | أفضل ممثل مساعد في فيلم            | رُشِّح     | براد بيت (عن فيلم حدث ذات مرة في هوليوود)                |        |
| 2020  | —                  | جائزة سيسيل بي دوميل               | مُستلم   |                                                          |        |

### جوائز نقابة ممثلي الشاشة
| العام | العمل المُرشح       | الفئة                                      | النتيجة | فاز بها                                     | مراجع  |
| ----- | ------------------ | ------------------------------------------ | ------- | ------------------------------------------- | ------ |
| 1995  | فورست غامب         | أفضل أداء من قِبل ممثل في دور رئيسي في فيلم | فوز     |                                             | [ 11 ] |
| 1996  | أبولو 13           | أفضل أداء من قِبل طاقم الممثلين في فيلم     | فوز     |                                             | [ 11 ] |
| 1999  | إنقاذ الجندي رايان | أفضل أداء من قِبل ممثل في دور رئيسي في فيلم | رُشِّح     | روبيرتو بينيني (عن فيلم الحياة جميلة)       | [ 11 ] |
| 1999  | إنقاذ الجندي رايان | أفضل أداء من قِبل طاقم الممثلين في فيلم     | رُشِّح     | طاقم ممثلين فيلم شكسبير عاشقا               | [ 11 ] |
| 2000  | الميل الأخضر       | أفضل أداء من قِبل طاقم الممثلين في فيلم     | رُشِّح     | طاقم ممثلين فيلم جمال أمريكي                | [ 11 ] |
| 2001  | منبوذ              | أفضل أداء من قِبل ممثل في دور رئيسي في فيلم | رُشِّح     | بينيشيو ديل تورو (عن فيلم إتجار)            | [ 11 ] |
| 2014  | القبطان فيليبس     | أفضل أداء من قِبل ممثل في دور رئيسي في فيلم | رُشِّح     | ماثيو ماكونهي (عن فيلم نادي دالاس للمشترين) | [ 11 ] |
| 2020  | يوم جميل في الحي   | أفضل أداء من قِبل ممثل في دور مساعد في فيلم | رُشِّح     | براد بيت (عن فيلم حدث ذات مرة في هوليوود)   | [ 11 ] |

### جوائز توني
| العام | العمل المُرشح | الفئة           | النتيجة | فاز بها                                         | مراجع  |
| ----- | ------------ | --------------- | ------- | ----------------------------------------------- | ------ |
| 2013  | رجل محظوظ    | أفضل ممثل مسرحي | رُشِّح     | تريسي ليتس (عن مسرحية من يخاف من فرجينيا وولف؟) | [ 12 ] |

## جوائز أخرى

### أكاديمية أفلام الخيال العلمي والفنتازيا والرعب(جوائز زحل)
| العام | العمل المُرشح | الفئة     | النتيجة | مراجع  |
| ----- | ------------ | --------- | ------- | ------ |
| 1988  | كبير         | أفضل ممثل | فوز     | [ 13 ] |
| 1994  | فورست غامب   | أفضل ممثل | رُشِّح     |        |

### معهد الفيلم الأمريكي
| العام | العمل المُرشح       | الفئة                                   | النتيجة | مراجع  |
| ----- | ------------------ | --------------------------------------- | ------- | ------ |
| 1998  | إنقاذ الجندي رايان | أفضل برنامج تلفزيوني للعام              | رُشِّح     |        |
| 2001  | عصبة الإخوة        | أفضل برنامج تلفزيوني للعام              | فوز     | [ 14 ] |
| 2002  | —                  | جائزة معهد الفيلم الأمريكي لإنجاز العمر | فوز     | [ 15 ] |

### جوائز الكوميديا الأمريكية
| العام | العمل المُرشح | الفئة                         | النتيجة | مراجع |
| ----- | ------------ | ----------------------------- | ------- | ----- |
| 1987  | لا شيء مشترك | أطرف ممثل في فيلم (دور رئيسي) | رُشِّح     |       |
| 1989  | كبير         | أطرف ممثل في فيلم (دور رئيسي) | فوز     |       |
| 1993  | دوري خاص بهم | أطرف ممثل مساعد في فيلم       | فوز     |       |
| 1995  | فورست غامب   | أطرف ممثل في فيلم (دور رئيسي) | فوز     |       |
| 1999  | لديك بريد    | أطرف ممثل في فيلم (دور رئيسي) | رُشِّح     |       |

### الأكاديمية الأسترالية لفنون السينما والتلفزيون
| العام | العمل المُرشح   | الفئة                     | النتيجة | مراجع  |
| ----- | -------------- | ------------------------- | ------- | ------ |
| 2014  | القبطان فيليبس | أفضل ممثل دولي في السينما | رُشِّح     | [ 16 ] |

### جمعية نقاد البث السينمائي(اختيار النقاد للأفلام)
| العام | العمل المُرشح     | الفئة           | النتيجة | مراجع  |
| ----- | ---------------- | --------------- | ------- | ------ |
| 2014  | القبطان فيليبس   | أفضل ممثل       | رُشِّح     | [ 17 ] |
| 2017  | سولي             | أفضل ممثل       | رُشِّح     | [ 18 ] |
| 2018  | ذا بوست          | أفضل ممثل       | رُشِّح     | [ 19 ] |
| 2020  | يوم جميل في الحي | أفضل ممثل مساعد | رُشِّح     |        |
| 2021  | أخبار العالم     | أفضل ممثل       | رُشِّح     |        |

### جمعية نقاد البث السينمائي (اختيار النقاد للخارق)
| العام | العمل المُرشح | الفئة                  | النتيجة | مراجع |
| ----- | ------------ | ---------------------- | ------- | ----- |
| 2021  | سلوقي        | أفضل ممثل في فيلم أكشن | رُشِّح     |       |

### جمعية شيكاغو لنقاد السينما
| العام | العمل المُرشح       | الفئة     | النتيجة | مراجع  |
| ----- | ------------------ | --------- | ------- | ------ |
| 1993  | فيلادلفيا          | أفضل ممثل | رُشِّح     |        |
| 1994  | فورست غامب         | أفضل ممثل | فوز     | [ 20 ] |
| 1998  | إنقاذ الجندي رايان | أفضل ممثل | رُشِّح     |        |
| 2000  | منبوذ              | أفضل ممثل | فوز     | [ 21 ] |

### جمعية ديترويت لنقاد السينما
| العام | العمل المُرشح   | الفئة     | النتيجة | مراجع  |
| ----- | -------------- | --------- | ------- | ------ |
| 2013  | القبطان فيليبس | أفضل ممثل | رُشِّح     | [ 22 ] |

### مجلة إمباير
| العام | العمل المُرشح       | الفئة     | النتيجة | مراجع  |
| ----- | ------------------ | --------- | ------- | ------ |
| 1999  | إنقاذ الجندي رايان | أفضل ممثل | فوز     | [ 23 ] |
| 2003  | الطريق إلى الهلاك  | أفضل ممثل | رُشِّح     | [ 24 ] |
| 2014  | القبطان فيليبس     | أفضل ممثل | رُشِّح     | [ 25 ] |

### أكاديمية الصحافة الدولية (جوائز ساتالايت)
| العام | العمل المُرشح      | الفئة                   | النتيجة | مراجع  |
| ----- | ----------------- | ----------------------- | ------- | ------ |
| 2002  | الطريق إلى الهلاك | أفضل ممثل في فيلم       | رُشِّح     |        |
| 2013  | القبطان فيليبس    | أفضل ممثل في فيلم       | رُشِّح     | [ 26 ] |
| 2013  | إنقاذ السيد بانكس | أفضل ممثل مساعد في فيلم | رُشِّح     | [ 26 ] |
| 2016  | سولي              | أفضل ممثل في فيلم       | رُشِّح     | [ 27 ] |

### دائرة نقاد لندن
| العام | العمل المُرشح       | الفئة           | النتيجة | مراجع  |
| ----- | ------------------ | --------------- | ------- | ------ |
| 1999  | إنقاذ الجندي رايان | أفضل ممثل       | رُشِّح     |        |
| 2014  | القبطان فيليبس     | أفضل ممثل       | رُشِّح     | [ 28 ] |
| 2014  | إنقاذ السيد بانكس  | أفضل ممثل مساعد | رُشِّح     | [ 28 ] |

### قناةإم تي في
| العام | العمل المُرشح       | الفئة                                                | النتيجة | مراجع  |
| ----- | ------------------ | ---------------------------------------------------- | ------- | ------ |
| 1994  | الساهر في سياتل    | أفضل ثنائي على الشاشة (مع ميغ رايان)                 | رُشِّح     | [ 29 ] |
| 1994  | فيلادلفيا          | أفضل أداء لذكر                                       | فوز     | [ 29 ] |
| 1994  | فيلادلفيا          | أفضل ثنائي على الشاشة (مع دنزل واشنطن)               | رُشِّح     | [ 29 ] |
| 1995  | فورست غامب         | أفضل أداء لذكر                                       | رُشِّح     |        |
| 1996  | أبولو 13           | أفضل أداء لذكر                                       | رُشِّح     | [ 30 ] |
| 1996  | حكاية لعبة         | أفضل ثنائي على الشاشة (مع تيم ألين)                  | رُشِّح     |        |
| 1998  | إنقاذ الجندي رايان | أفضل تسلسل أكشن                                      | رُشِّح     |        |
| 1998  | إنقاذ الجندي رايان | أفضل أداء لذكر                                       | رُشِّح     |        |
| 2001  | حكاية لعبة 2       | أفضل ثنائي على الشاشة (مع تيم ألين)                  | رُشِّح     |        |
| 2001  | منبوذ              | أفضل قبلة (مع هيلين هنت)                             | رُشِّح     |        |
| 2001  | منبوذ              | أفضل أداء لذكر                                       | رُشِّح     | [ 31 ] |
| 2001  | منبوذ              | أفضل ثنائي على الشاشة (بمشاركة كرة الطائرة "ويلسون") | رُشِّح     |        |

### قناة نيكلوديون(اختيار أطفال نكلوديون)
| العام | العمل المُرشح | الفئة                            | النتيجة | مراجع  |
| ----- | ------------ | -------------------------------- | ------- | ------ |
| 1995  | أبولو 13     | ممثل الأفلام المُفضل              | رُشِّح     |        |
| 2000  | حكاية لعبة 2 | الصوت المُفضل من فيلم رسوم متحركة | رُشِّح     |        |
| 2011  | حكاية لعبة 3 | الصوت المُفضل من فيلم رسوم متحركة | رُشِّح     | [ 32 ] |
| 2020  | حكاية لعبة 4 | الصوت المُفضل من فيلم رسوم متحركة | رُشِّح     |        |

### جمعية نقاد السينما عبر الإنترنت
| العام | العمل المُرشح       | الفئة     | النتيجة | مراجع  |
| ----- | ------------------ | --------- | ------- | ------ |
| 1998  | إنقاذ الجندي رايان | أفضل ممثل | رُشِّح     | [ 33 ] |
| 2000  | منبوذ              | أفضل ممثل | فوز     | [ 34 ] |
| 2013  | القبطان فيليبس     | أفضل ممثل | رُشِّح     | [ 35 ] |

### جوائز خيار الشعب
| العام | العمل المُرشح | الفئة                            | النتيجة | مراجع  |
| ----- | ------------ | -------------------------------- | ------- | ------ |
| 1995  | فورست غامب   | الممثل المُفضل في فيلم درامي      | فوز     |        |
| 1996  | أبولو 13     | الممثل المُفضل في فيلم درامي      | فوز     |        |
| 1996  | —            | ممثل الأفلام المُفضل              | فوز     |        |
| 1998  | —            | ممثل الأفلام المُفضل              | رُشِّح     |        |
| 1999  | —            | ممثل الأفلام المُفضل              | فوز     |        |
| 2001  | —            | ممثل الأفلام المُفضل              | فوز     | [ 36 ] |
| 2001  | منبوذ        | نجم الأفلام المُفضل في الدراما    | فوز     | [ 36 ] |
| 2004  | —            | الشخص الترفيهي المُفضل طوال الوقت | فوز     | [ 37 ] |
| 2005  | —            | نجم الأفلام الذكر المُفضل         | رُشِّح     | [ 38 ] |
| 2007  | —            | نجم الأفلام الذكر المُفضل         | رُشِّح     | [ 39 ] |
| 2012  | —            | أيقونة الأفلام المُفضل            | رُشِّح     | [ 40 ] |
| 2017  | سولي         | ممثل الأفلام الدرامية المُفضل     | فوز     | [ 41 ] |
| 2017  | سولي         | ممثل الأفلام المُفضل              | رُشِّح     |        |
| 2017  | —            | أيقونة الأفلام المُفضل            | رُشِّح     |        |

### نقابة المنتجين الأمريكيين
| العام | العمل المُرشح | الفئة                                         | النتيجة | مراجع  |
| ----- | ------------ | --------------------------------------------- | ------- | ------ |
| 2011  | الهادئ       | أفضل منتج للتلفزيون طويل الشكل (كمنتج تنفيذي) | فوز     | [ 42 ] |
| 2011  | —            | جائزة الإنجاز مدى الحياة في التلفزيون         | فوز     | [ 42 ] |
| 2013  | تغيير اللعبة | أفضل منتج للتلفزيون طويل الشكل (كمنتج تنفيذي) | فوز     | [ 43 ] |

### جمعية نقاد سينما سان دييغو
| العام | العمل المُرشح   | الفئة     | النتيجة | مراجع  |
| ----- | -------------- | --------- | ------- | ------ |
| 2013  | القبطان فيليبس | أفضل ممثل | رُشِّح     | [ 44 ] |

### جمعية نقاد سينما سانت لويس جيت واي
| العام | العمل المُرشح   | الفئة     | النتيجة | مراجع  |
| ----- | -------------- | --------- | ------- | ------ |
| 2013  | القبطان فيليبس | أفضل مشهد | رُشِّح     | [ 45 ] |
| 2016  | سولي           | أفضل ممثل | رُشِّح     | [ 46 ] |

## جوائز متنوعة
| العام | العمل المُرشح         | الجائزة                                                              | النتيجة | مراجع  |
| ----- | -------------------- | -------------------------------------------------------------------- | ------- | ------ |
| 1988  | —                    | جائزة التفاحة الذهبية لنجم العام                                     | فوز     |        |
| 1994  | فيلادلفيا            | جائزة الدب الفضي لأفضل ممثل                                          | فوز     | [ 47 ] |
| 1994  | فورست غامب           | جائزة مجتمع دائرة الجوائز لأفضل ممثل                                 | فوز     |        |
| 1994  | فورست غامب           | جائزة المجلس الوطني للمراجعة لأفضل ممثل                              | فوز     | [ 48 ] |
| 1994  | فورست غامب           | جائزة جوبيتر لأفضل ممثل دولي                                         | فوز     |        |
| 1994  | فورست غامب           | ديفيد دي دوناتيلو لأفضل ممثل أجنبى                                   | رُشِّح     |        |
| 1996  | حكاية لعبة           | جائزة آني للتمثيل الصوتي في إنتاج روائي طويل                         | رُشِّح     |        |
| 2000  | منبوذ                | جائزة اختيار المراهقين لاختيار كيمياء فيلم(مع كرة الطائرة "ويلسون")  | فوز     | [ 49 ] |
| 2001  | منبوذ                | جائزة جوبيتر لأفضل ممثل دولي                                         | فوز     |        |
| 2002  | الطريق إلى الهلاك    | جوائز هوليوود للأفلام لجائزة ممثل هوليوود                            | فوز     |        |
| 2004  | القطار القطبي السريع | جائزة بامبي لأفضل فيلم - دولي                                        | فوز     |        |
| 2004  | —                    | جائزة بافتا لوس أنجلوس بريتانيا للتميز في الأفلام                    | فوز     |        |
| 2014  | القبطان فيليبس       | جائزة مهرجان بالم سبرينغس السينمائي الدولي للتميز لرئيس مجلس الإدارة | فوز     |        |
| 2016  | سولي                 | جوائز هوليوود للأفلام لجائزة ممثل هوليوود                            | فوز     |        |
| 2016  | سولي                 | جائزة مهرجان بالم سبرينغس السينمائي الدولي للأيقونة                  | فوز     |        |
| 2016  | مجسم من أجل الملك    | جائزة جوبيتر لأفضل ممثل دولي                                         | رُشِّح     |        |
| 2017  | ذا بوست              | جائزة المجلس الوطني للمراجعة لأفضل ممثل                              | فوز     |        |